# 墨西哥坦皮科聖殿
墨西哥坦皮科聖殿是耶穌基督後期聖徒教會的第 83 座運營聖殿。

## 歷史
墨西哥第一座聖殿于 1983 年在墨西哥城建成。二十三年后，墨西哥有十三聖殿。墨西哥坦皮科聖殿——实际上位于马德罗城，是坦皮科大都市的一部分——是该国第六座被奉獻的聖殿。
坦皮科都會區有 929,174 人口，位於墨西哥灣的塔毛利帕斯州。 該市約有18,000名教會成員。 在聖殿奉獻之前，當地的後期聖徒必須穿越東馬德雷山脈才能到達墨西哥城的聖殿。 1998 年 11 月 28 日舉行了約 930 人參加的奠基儀式。
教會總會會長團第一諮理多馬·孟蓀會長（Thomas S. Monson）於 2000 年 5 月 20 日為坦皮科聖殿做了奉獻祈禱。坦皮科聖殿的總建築面積為994平方公尺、有兩個教儀室和兩個印證室。